# 毛致用
毛致用（1929年11月—2019年3月4日），湖南岳阳人，中国共产黨、中华人民共和国政治人物，原副国级领导人。

## 生平
1977年9月至1988年5月擔任中国共产党湖南省委员会书记。1977年11月至1979年4月擔任第四屆中国人民政治协商会议湖南省委员会主席，1988年至1995年，接替萬紹芬擔任中国共产党江西省委员会书记，1995年至1998年出任江西省人民代表大会常务委员会主任。1998年至2003年，擔任第九屆中国人民政治协商会议全国委员会副主席。
2019年3月4日14时10分在湖南逝世，享年90岁。官方评价其为“中国共产党的优秀党员，忠诚的共产主义战士，我国农业和经济建设战线的杰出领导人”。

## 家庭
毛致用的儿子毛叙保曾长期在湖南省人民政府任职，曾出任湖南省对外贸易经济合作厅厅长、党组书记；湖南省商务厅厅长、党组书记；湖南省第十一届人民代表大会财政经济委员会副主任委员。